# فردی هینستروزا
فردی هینستروزا (انگلیسی: Fredy Hinestroza؛ زادهٔ ۵ آوریل ۱۹۹۰) بازیکن فوتبال اهل کلمبیا است که در پست وینگر برای جونیور بازی می‌کند.
وی همچنین در تیم ملی فوتبال کلمبیا بازی کرده‌است.